# Peán
El peán (en griego antiguo Παιάν, o Παιήων en dialecto jónico) era un canto dirigido a Apolo como dios sanador.
Posteriormente, el sentido de plegaria o canto se extiende a otros dioses: Ares, Dioniso, etcétera, y cobra más importancia el canto previo al combate dirigido por los guerreros a Apolo, posiblemente en su vertiente de dios guerrero y purificador relacionada con su victoria sobre la serpiente Pitón.
En el campo de la literatura, el peán se especializó en cantos corales dirigidos a Apolo, con una métrica basada en el pie del mismo nombre. Se conservan fragmentos de Baquílides y Píndaro, entre otros, e incluso un fragmento musical de Limenio de Atenas (ca. 128 a. C.).